# A.C. Milan w sezonie 1935/1936

Klubowe barwy Milanu

Osiągnięcia piłkarskiego zespołu A.C. Milan w sezonie 1935/1936.

## Osiągnięcia
- Serie A: 8. miejsce
- Puchar Włoch: odpadnięcie w 1/2 finału

## Podstawowe dane
- Oficjalna nazwa klubu: Milan Football Club
- Siedziba klubu: Via G. Negri 8
- Boisko: San Siro
- Prezes klubu:  Pietro Annoni (do maja 1936)
- Trener zespołu:  Adolfo Baloncieri
- Kapitan drużyny:  Giuseppe Bonizzoni